# Amembranaster
Amembranaster is een geslacht van zeesterren uit de familie Pterasteridae.

## Soort
- Amembranaster dimidatius Golotsvan, 1998